# Grace Lee Whitney
Grace Lee Whitney (Ann Arbor Michigan, 1 de abril de 1930 - Califórnia, 1º de maio de 2015) foi uma atriz americana, conhecida pela personagem Janice Rand na série de televisão Star Trek: A Série Original.